# Lac des Oiseaux
Lac des Oiseaux (arabisch بحيرة الطيور) ist eine algerische Stadt in der Provinz El Tarf mit 9320 Einwohnern. (Stand: 1998)

## Geographie
Lac des Oiseaux befindet sich westlich von der tunesischen Grenze. Die Gemeinde wird umgeben von Berrihane im Norden, von Bouteldja im Osten und von Ben Mehdi im Westen.